# Poulet au chlore

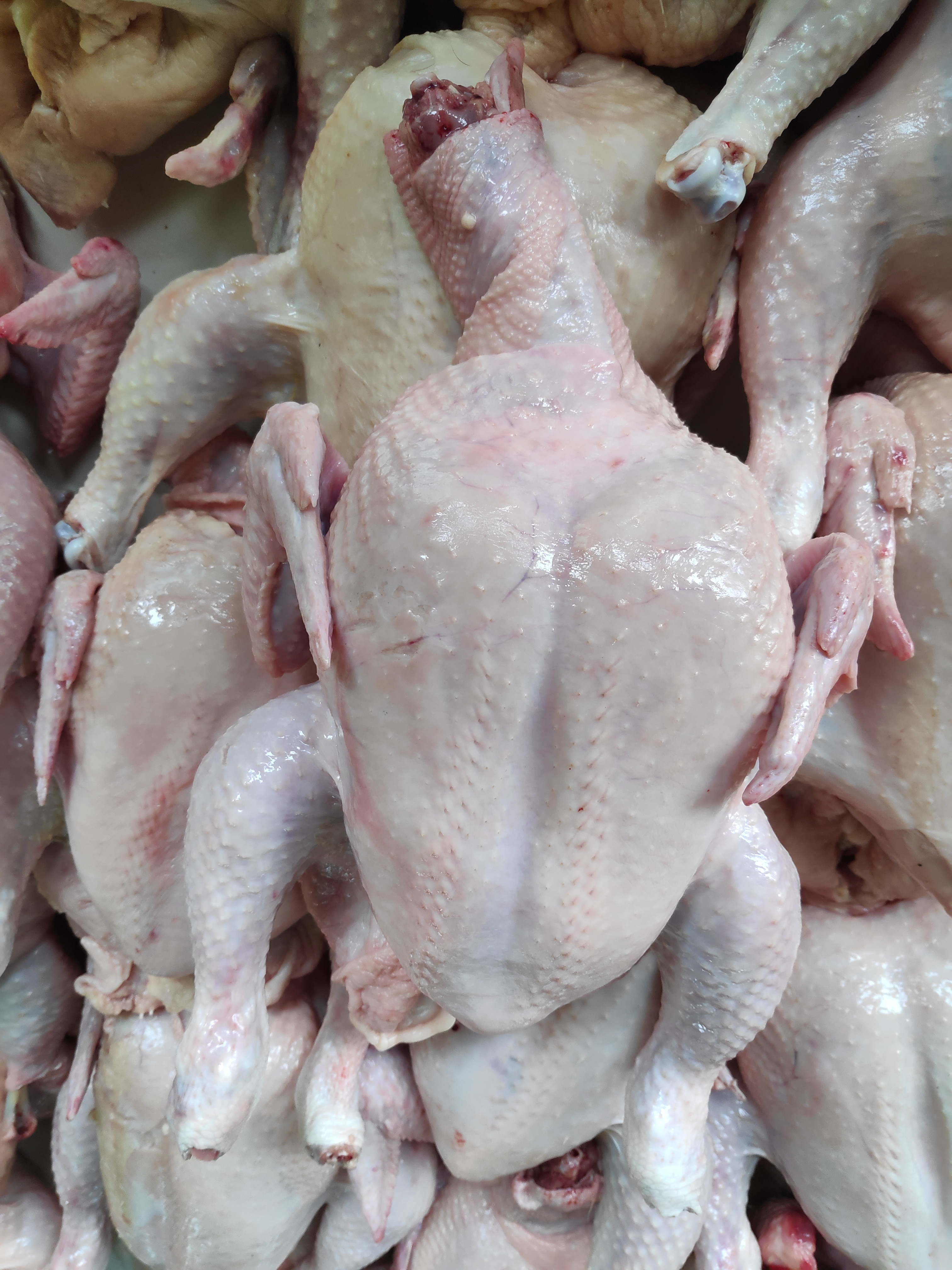
Carcasses de poulets.

Un poulet au chlore, ou plus rarement poulet à la javel, est un poulet dont la commercialisation est caractérisée par une désinfection préalable au moyen de chlorure de sodium acidifié, de phosphate trisodique, et d'acides peroxycarboxyliques, en vue de détruire notamment les salmonelles.
Ces poulets sont produits essentiellement aux États-Unis, la méthode de production européenne étant différente.

## Histoire
Le poulet au chlore est interdit d'importation en Union européenne depuis 1997,, la réglementation européenne préférant un contrôle strict de l'hygiène tout au long de la chaîne de production, plutôt qu'une désinfection du poulet en fin de chaîne.
Le 28 mai 2008, Günter Verheugen propose via la Commission européenne de les autoriser, suscitant un tollé, ainsi qu'une opposition ferme du ministre français de l'agriculture Michel Barnier. Le conseil des ministres des États membres rejette cette proposition à l'unanimité le 9 décembre 2008.
Les négociations du traité transatlantique, pouvant impliquer une autorisation de ces poulets, entraînent des manifestations de masse en Europe en 2015 pour s'y opposer, notamment en France, en Allemagne et en Autriche.
Le Brexit implique de nouveaux questionnements quant à un accord de libre-échange entre le Royaume-Uni et les États-Unis, pouvant mener à une autorisation de commercialiser ces poulets.
Fin janvier 2020, le secrétaire américain à l'agriculture Sonny Perdue fait pression sur l'Union européenne pour éliminer l'embargo touchant le poulet au chlore, déclarant à cette occasion que l'agriculture américaine subit un « dénigrement », que l’affirmation selon laquelle les poulets américains sont nettoyés au chlore est une « idée fausse », et que « c’est du vinaigre, essentiellement ».

## Procédés
La procédure consiste en un bain d'une quinzaine de secondes.

## Aspects sanitaires
L'interdiction du poulet au chlore en Europe s'appuie sur une conclusion de l’Agence européenne de sécurité des aliments (AESA) adoptée le 6 mars 2008, constatant un manque d'études scientifiques sur les effets du dioxyde de chlore, du chlorure de sodium acidifié, du phosphate trisodique et des acides peroxycarboxyliques, sur l’apparition d’une résistance antimicrobienne.
De plus, en janvier 2007, le Consumer Report du Center for Disease Control and Prevention (CDC) a montré que, avant chlorage, des Campylobacter sont présentes dans 81 % des carcasses de poulets des États-Unis (contre 26 % en moyenne en Europe), des Salmonella dans 15 %, et que seulement 17 % des carcasses américaines analysées ne présentaient aucun danger pathogène.
Enfin, l'application d'un bain chloré entraîne, selon plusieurs rapports américains (dont celui du National Institute for Occupational Safety and Health), un problème de sécurité du personnel appliquant ce chlorage sur les poulets, avec l’apparition d’irritations cutanées.